# Álvaro Negredo
Pour les articles homonymes, voir Álvaro et Sánchez.
Álvaro Negredo Sánchez, né le 20 août 1985 à Madrid (Espagne), est un ancien footballeur international espagnol évoluant au poste d'attaquant.

## Biographie

### En club

#### UD Almería
Après une saison 2008-2009 de qualité avec Almería où il inscrit pas moins de 19 buts en championnat, il retourne au Real Madrid. 
Son avenir au sein du club Merengue reste tout de même incertain. Plusieurs clubs se montrent intéressés par l'acquisition du joueur dont  Liverpool et Villarreal qui aurait fait une proposition de 15 millions d'euros, rejetée par le Real Madrid car jugée insuffisante.

#### Séville FC
En août 2009, Negredo signe au Séville FC pour un montant estimé entre 14 et 15 millions d'euros. Une clause de rachat de 18 millions d'euros peut être exercée à la fin de la première année de contrat et de 21 millions d'euros à la fin de la deuxième.
Au 14 octobre 2009, il marque ses premier et deuxième buts et son premier doublé avec la sélection espagnole en autant de rencontre.
Lors de la saison 2010-2011, il réalise sa meilleure saison au Séville FC avec un total de 20 buts, ce qui le classe 3e meilleur buteur du championnat derrière Messi et Ronaldo, à égalité avec Sergio Agüero.
Pour sa dernière saison au Séville FC, Negredo bat son précédent record et termine une nouvelle fois meilleur buteur de nationalité espagnole. Avec 25 buts en Liga, seuls Messi, Ronaldo et Radamel Falcao font mieux. L'espagnol marque au total 31 buts en 46 matches, ce qui fait de lui un des meilleurs finisseurs en Europe. Sur ses quatre saisons au Séville FC, il obtient une moyenne supérieure à 20 buts par saison.

#### Manchester City
Le 17 juillet 2013, il s'engage en faveur du club anglais de Manchester City pour environ 27 millions d'euros, il portera le numéro 9. 
Le 31 août 2013, il marque son premier but sous les couleurs de son nouveau club contre Hull City, lors de la 3e journée de Premier League.

#### Valence CF
Dans la nuit du 1er septembre 2014, dernier jour du mercato d'été version 2014, il fait l'objet d'un prêt payant au Valence CF, avec une clause stipulant qu'en cas de qualification européenne du club espagnol lors de la saison 2014-2015, il se verrait dans l'obligation de l'acheter contre la somme de 28 millions d'euros. Il endossera le numéro 7 dans sa nouvelle équipe.
Le 1er juillet 2015, il est transféré définitivement à Valence.

#### Al Nasr Dubaï
Alors qu'il avait signé pour Beşiktaş en juillet 2017, Álvaro Negredo quitte son club au bout d'un an pour signer jusqu'en 2020 avec Al Nasr Dubaï.

### En équipe nationale
Il est sélectionné en équipe d'Espagne des moins de 21 ans.

### Retraite
Après plusieurs mois sans équipe et ayant commencé à travailler pour obtenir sa licence d'entraîneur à Séville C, Negredo a annoncé sa retraite du football professionnel le 6 mars 2025.

## Statistiques
| Saison                | Club                    | Championnat           | Championnat | Championnat | Championnat | Coupe(s) nationale(s) | Coupe(s) nationale(s) | Coupe(s) nationale(s) | Compétition(s) continentale(s) | Compétition(s) continentale(s) | Compétition(s) continentale(s) | Compétition(s) continentale(s) | Total | Total | Total |
| Saison                | Club                    | Division              | M.          | B.          | P.d.        | M.                    | B.                    | P.d.                  | Comp.                          | M.                             | B.                             | P.d.                           | M.    | B.    | P.d.  |
| 2003-2004             | Rayo Vallecano B        | 4                     | 15          | 14          | -           | -                     | -                     | -                     | -                              | -                              | -                              | -                              | 15    | 14    | 0     |
| 2004-2005             | Rayo Vallecano B        | 4                     | 25          | 14          | -           | -                     | -                     | -                     | -                              | -                              | -                              | -                              | 25    | 14    | 0     |
| 2004-2005             | Rayo Vallecano          | 3                     | 12          | 1           | -           | -                     | -                     | -                     | -                              | -                              | -                              | -                              | 12    | 1     | 0     |
| 2005-2006             | Real Madrid Castilla    | 2                     | 25          | 4           | 0           | -                     | -                     | -                     | -                              | -                              | -                              | -                              | 25    | 4     | 0     |
| 2006-2007             | Real Madrid Castilla    | 2                     | 40          | 18          | 3           | -                     | -                     | -                     | -                              | -                              | -                              | -                              | 40    | 18    | 3     |
| 2007-2008             | UD Almería              | 1                     | 36          | 13          | 3           | 2                     | 0                     | 0                     | -                              | -                              | -                              | -                              | 38    | 13    | 3     |
| 2008-2009             | UD Almería              | 1                     | 34          | 19          | 5           | 1                     | 0                     | 0                     | -                              | -                              | -                              | -                              | 35    | 19    | 5     |
| Sous-total            | Sous-total              | Sous-total            | 70          | 32          | 8           | 3                     | 0                     | 0                     | -                              | 0                              | 0                              | 0                              | 73    | 32    | 8     |
| 2009-2010             | Séville FC              | 1                     | 35          | 11          | 5           | 7                     | 2                     | 1                     | C1                             | 7                              | 1                              | 0                              | 49    | 14    | 6     |
| 2010-2011             | Séville FC              | 1                     | 38          | 20          | 5           | 9                     | 5                     | 1                     | C1+C3                          | 2+6                            | 0+1                            | 0+2                            | 55    | 26    | 8     |
| 2011-2012             | Séville FC              | 1                     | 30          | 14          | 3           | 4                     | 0                     | 0                     | C3                             | 2                              | 0                              | 1                              | 36    | 14    | 4     |
| 2012-2013             | Séville FC              | 1                     | 36          | 25          | 14          | 20                    | 6                     | 0                     | -                              | -                              | -                              | -                              | 56    | 31    | 14    |
| Sous-total            | Sous-total              | Sous-total            | 139         | 70          | 7           | 20                    | 7                     | 3                     | -                              | 1                              | 1                              | 0                              | 160   | 78    | 10    |
| 2013-2014             | Manchester City FC      | 1                     | 32          | 9           | 3           | 9                     | 9                     | 1                     | C1                             | 8                              | 5                              | 1                              | 49    | 23    | 5     |
| Sous-total            | Sous-total              | Sous-total            | 32          | 9           | 3           | 9                     | 9                     | 1                     | -                              | 8                              | 5                              | 1                              | 49    | 23    | 5     |
| 2014-2015             | Valence CF (prêt)       | 1                     | 30          | 5           | 5           | 4                     | 1                     | 0                     | -                              | -                              | -                              | -                              | 34    | 6     | 5     |
| 2015-2016             | Valence CF              | 1                     | 25          | 5           | 1           | 6                     | 5                     | 0                     | C1+C3                          | 5+4                            | 1+1                            | 0+0                            | 40    | 12    | 1     |
| Sous-total            | Sous-total              | Sous-total            | 62          | 10          | 6           | 10                    | 6                     | 0                     | -                              | 10                             | 2                              | 0                              | 82    | 18    | 6     |
| 2016-2017             | Middlesbrough FC (prêt) | 1                     | 36          | 9           | 4           | 3                     | 1                     | 1                     | -                              | -                              | -                              | -                              | 39    | 10    | 5     |
| Sous-total            | Sous-total              | Sous-total            | 36          | 25          | 4           | 3                     | 1                     | 1                     | -                              | 0                              | 0                              | 0                              | 39    | 26    | 5     |
| 2017-2018             | Beşiktaş JK             | 1                     | 31          | 7           | 6           | 7                     | 7                     | 2                     | C1                             | 5                              | 1                              | 1                              | 43    | 15    | 9     |
| 2018-2019             | Beşiktaş JK             | 1                     | 4           | 2           | 1           | 0                     | 0                     | 0                     | C3                             | 2                              | 1                              | 0                              | 6     | 3     | 1     |
| Sous-total            | Sous-total              | Sous-total            | 35          | 9           | 7           | 7                     | 7                     | 2                     | -                              | 7                              | 3                              | 0                              | 49    | 19    | 9     |
| 2018-2019             | Al Nasr Dubaï           | 1                     | 19          | 17          | 2           | 6                     | 2                     | 1                     | C1                             | 1                              | 1                              | 0                              | 26    | 20    | 3     |
| 2019-2020             | Al Nasr Dubaï           | 1                     | 17          | 8           | 5           | 10                    | 4                     | 2                     | C1                             | -                              | -                              | -                              | 27    | 12    | 7     |
| Sous-total            | Sous-total              | Sous-total            | 36          | 25          | 7           | 16                    | 6                     | 3                     | -                              | 1                              | 1                              | 0                              | 53    | 32    | 10    |
| Total sur la carrière | Total sur la carrière   | Total sur la carrière | 520         | 214         | 52          | 74                    | 42                    | 9                     | -                              | 42                             | 12                             | 5                              | 636   | 268   | 66    |

## Palmarès

### Avec l'Espagne
- Championnat d'Europe (1) :
  - Vainqueur : 2012

### Séville FC
- Coupe d'Espagne (1) :
  - Vainqueur : 2010

### Manchester City
- Coupe de la ligue (1) :
  - Vainqueur : 2014
- Championnat d'Angleterre (1) :
  - Vainqueur : 2014

### Distinctions individuelles
- Trophée Zarra : 2011, 2013